# La Prairie (Minnesota)
La Prairie è un comune degli Stati Uniti d'America, situato nello Stato del Minnesota, nella Contea di Itasca.